# Upír obecný

Upír obecný (Desmodus rotundus E. Geoffroy, 1810), někdy nazývaný též upír rudý nebo upír velký, je druh tropických netopýrů žijící ve Střední a Jižní Americe.

## Synonyma
- Desmodus rufus
- Phyllostoma rotundus

## Popis
Tělesné rozměry:
- Délka: tělo 8 cm
- Rozpětí křídel: 20 cm
- Hmotnost: do 50 g

## Areál rozšíření
Střední a Jižní Amerika (jih USA až do Argentiny), tropické a subtropické oblasti od Mexika po sever Chile a Argentiny

## Potrava
Upír obecný se živí výhradně krví teplokrevných živočichů.
Upíři nejsou příliš obratní letci a podobně jako kaloni vysílají ultrazvukové signály nižší frekvence. Existuje teorie, že právě toto znevýhodnění donutilo předka upírů, aby se místo chytání hmyzu za letu živil ektoparazity velkých savců. Společně s krví nasátými cizopasníky tak spořádal i větší či menší množství krve hostitele.
Dnešní upíři jsou plně přizpůsobeni ke konzumaci krve. Stoličky mají téměř úplně redukované, zato řezáky jsou velmi ostré a slouží k naříznutí kůže hostitele. Správné místo, kam kousnout, pozná upír pomocí zvláštního tepločivného orgánu, který mají v okolí nozder – zaznamená tepající krev, kterou nesaje, ale olizuje jazykem, který vylučuje enzym hirudin proti srážení krve.

## Způsob života
Přes den se ukrývají na tmavých místech, v jeskyních, v dutinách stromů i v budovách, často ve velkých koloniích, někdy společně s dalšími druhy netopýrů. Vylétávají, teprve když je úplná tma, a hledají hostitele. Létají pomalu a nízko nad zemí.
K hostiteli málokdy přilétávají, jakmile nějakého objeví, přistanou na zem a dojdou po čtyřech.
Délka života: nejstarší známý exemplář ve volné přírodě 9 let, v zajetí až 20 let